# Casares (Quirós)
Casares es una parroquia del concejo asturiano de Quirós, en España, y un lugar de dicha parroquia. Su templo parroquial está dedicado a San Juan.
La parroquia alberga una población de 90 habitantes y ocupa una extensión de 19,91 km².

## Entidades de población
Según el nomenclátor de 2009, la parroquia está formada por las poblaciones de:
- Casares (lugar): 17 habitantes
- Faedo (lugar): 24 habitantes
- Fresnedo (lugar): 10 habitantes
- La Pachuca (casería): 3 habitantes
- Toriezo (lugar): 36 habitantes
- La Vigutiérrez (casería): deshabitada